# Саманта Стюарт
Саманта Лей Стюарт (англ. Samantha Leigh Stewart; нар. 12 жовтня 1989, Лондон, Онтаріо) — канадська борчиня вільного стилю, бронзова призерка чемпіонату світу, Панамериканська чемпіонка, срібна призерка Ігор Співдружності, срібна та бронзова призерка Франкомовних ігор.

## Життєпис
Саманта Стюарт народилася і виросла в Лондоні, Онтаріо, і переїхала до Фредериктона, Нью-Брансвік. Почала займатися боротьбою в 9 класі, коли її товариші по футбольній команді «Junior Boys Football Team» запропонували їй спробувати це.

## Спортивні результати на міжнародних змаганнях

### Виступи на Чемпіонатах світу
| Змагання                        | Збірна | Вагова категорія          | Місце  |
| ------------------------------- | ------ | ------------------------- | ------ |
| Чемпіонат світу з боротьби 2021 | Канада | жіноча боротьба, до 53 кг | Бронза |
| Чемпіонат світу з боротьби 2022 | Канада | жіноча боротьба, до 53 кг | 22     |
| Чемпіонат світу з боротьби 2023 | Канада | жіноча боротьба, до 53 кг | 10     |

### Виступи на Панамериканських чемпіонатах
| Змагання                                   | Збірна | Вагова категорія          | Місце  |
| ------------------------------------------ | ------ | ------------------------- | ------ |
| Панамериканський чемпіонат з боротьби 2015 | Канада | жіноча боротьба, до 53 кг | 8      |
| Панамериканський чемпіонат з боротьби 2016 | Канада | жіноча боротьба, до 55 кг | Золото |
| Панамериканський чемпіонат з боротьби 2022 | Канада | жіноча боротьба, до 53 кг | 5      |

### Виступи на Кубках світу
| Змагання                    | Збірна | Вагова категорія          | Місце |
| --------------------------- | ------ | ------------------------- | ----- |
| Кубок світу з боротьби 2011 | Канада | жіноча боротьба, до 55 кг | 6     |
| Кубок світу з боротьби 2018 | Канада | команда                   | 5     |

### Виступи на Іграх Співдружності
| Змагання                | Збірна | Вагова категорія          | Місце  |
| ----------------------- | ------ | ------------------------- | ------ |
| Ігри Співдружності 2022 | Канада | жіноча боротьба, до 53 кг | Срібло |

### Виступи на Франкомовних іграх
| Змагання              | Збірна | Вагова категорія          | Місце  |
| --------------------- | ------ | ------------------------- | ------ |
| Франкомовні ігри 2013 | Канада | жіноча боротьба, до 55 кг | Срібло |
| Франкомовні ігри 2017 | Канада | жіноча боротьба, до 53 кг | Бронза |

### Виступи на Чемпіонатах світу серед студентів
| Змагання                                        | Збірна | Вагова категорія          | Місце  |
| ----------------------------------------------- | ------ | ------------------------- | ------ |
| Чемпіонат світу з боротьби серед студентів 2012 | Канада | жіноча боротьба, до 55 кг | 11     |
| Чемпіонат світу з боротьби серед студентів 2014 | Канада | жіноча боротьба, до 55 кг | Бронза |
| Чемпіонат світу з боротьби серед студентів 2016 | Канада | жіноча боротьба, до 53 кг | Срібло |

### Виступи на інших змаганнях
| Змагання                                                     | Збірна | Вагова категорія                 | Місце  |
| ------------------------------------------------------------ | ------ | -------------------------------- | ------ |
| Austrian Ladies Open 2010                                    | Канада | жіноча боротьба, до 55 кг        | 5      |
| Гран-прі Німеччини з боротьби 2011                           | Канада | жіноча боротьба, до 55 кг        | Бронза |
| Кубок Канади з боротьби 2012                                 | Канада | жіноча боротьба, до 55 кг        | Срібло |
| Міжнародний турнір Ньюйоркського атлетичного клубу 2012      | Канада | жіноча боротьба, до 55 кг        | Бронза |
| Золотий Гран-прі з боротьби 2013 (Сассарі)                   | Канада | жіноча боротьба, до 55 кг        | Срібло |
| Міжнародний турнір Ньюйоркського атлетичного клубу 2013      | Канада | жіноча боротьба, до 55 кг        | Бронза |
| Кубок Бразилії з боротьби 2014                               | Канада | жіноча боротьба, до 53 кг        | Срібло |
| Гран-прі Парижа з боротьби 2015                              | Канада | жіноча боротьба, до 53 кг        | 13     |
| Klippan Lady Open 2015                                       | Канада | жіноча боротьба, до 53 кг        | 10     |
| Гран-прі Іспанії з боротьби 2015                             | Канада | жіноча боротьба, до 53 кг        | 5      |
| Меморіал Іона Корнеану 2015                                  | Канада | жіноча боротьба, до 53 кг        | Бронза |
| Beat the Streets 2016                                        | Канада | Multiple Style Event, до LF53 кг | Срібло |
| Турнір міста Сассарі з боротьби 2016                         | Канада | жіноча боротьба, до 53 кг        | Золото |
| Гран-прі Іспанії з боротьби 2016                             | Канада | жіноча боротьба, до 53 кг        | 8      |
| Міжнародний меморіал Білла Фаррелла 2016                     | Канада | жіноча боротьба, до 53 кг        | Бронза |
| Золотий Гран-прі з боротьби 2016                             | Канада | жіноча боротьба, до 53 кг        | 5      |
| Гран-прі Парижа з боротьби 2017                              | Канада | жіноча боротьба, до 53 кг        | Срібло |
| Klippan Lady Open 2017                                       | Канада | жіноча боротьба, до 53 кг        | 5      |
| Турнір міста Сассарі з боротьби 2017                         | Канада | жіноча боротьба, до 53 кг        | Золото |
| Гран-прі Німеччини з боротьби 2017                           | Канада | жіноча боротьба, до 53 кг        | Бронза |
| Klippan Lady Open 2018                                       | Канада | жіноча боротьба, до 57 кг        | 7      |
| Київський Міжнародний турнір з боротьби 2018                 | Канада | жіноча боротьба, до 57 кг        | 9      |
| Меморіал Іона Корнеану і Ладислава Сімона 2018               | Канада | жіноча боротьба, до 57 кг        | Бронза |
| Міжнародний меморіал Дейва Шульца 2019                       | Канада | жіноча боротьба, до 53 кг        | Золото |
| Klippan Lady Open 2019                                       | Канада | жіноча боротьба, до 53 кг        | 7      |
| Гран-прі Німеччини з боротьби 2019                           | Канада | жіноча боротьба, до 53 кг        | 5      |
| Турнір міста Сассарі з боротьби 2019                         | Канада | жіноча боротьба, до 53 кг        | 5      |
| Кубок Канади з боротьби 2019                                 | Канада | жіноча боротьба, до 55 кг        | Золото |
| Турнір Яшара Догу 2019                                       | Канада | жіноча боротьба, до 55 кг        | Бронза |
| Меморіал Маттео Пелліконе 2020                               | Канада | жіноча боротьба, до 53 кг        | 9      |
| Кубок Гранми і Серро-Пеладо з боротьби 2020                  | Канада | жіноча боротьба, до 53 кг        | Золото |
| Олімпійський кваліфікаційний турнір з боротьби 2020 (Оттава) | Канада | жіноча боротьба, до 53 кг        | Бронза |
| Київський Міжнародний турнір з боротьби 2021                 | Канада | жіноча боротьба, до 53 кг        | 22     |
| Меморіал Маттео Пелліконе 2021                               | Канада | жіноча боротьба, до 53 кг        | Бронза |
| Олімпійський кваліфікаційний турнір з боротьби 2020 (Софія)  | Канада | жіноча боротьба, до 53 кг        | Бронза |
| Відкритий чемпіонат Польщі з боротьби 2021                   | Канада | жіноча боротьба, до 53 кг        | 8      |
| Меморіал Маттео Пелліконе 2022                               | Канада | жіноча боротьба, до 53 кг        | Бронза |
| Гран-прі Іспанії з боротьби 2022                             | Канада | жіноча боротьба, до 53 кг        | 11     |
| Міжнародний меморіал Білла Фаррелла 2022                     | Канада | жіноча боротьба, до 55 кг        | Золото |
| Відкритий чемпіонат Загреба з боротьби 2023                  | Канада | жіноча боротьба, до 53 кг        | Бронза |
| Klippan Lady Open 2023                                       | Канада | жіноча боротьба, до 53 кг        | Бронза |
| Меморіал Імре Поляка та Яноша Варги 2023                     | Канада | жіноча боротьба, до 53 кг        | 19     |
| Відкритий чемпіонат Польщі з боротьби 2023                   | Канада | жіноча боротьба, до 53 кг        | 5      |